# Johann Friedrich Geiger
Johann Friedrich Geiger (* 15. Juni 1779 in Bodelshausen; † 5. September 1825 in Schwäbisch Hall) war ein württembergischer Verwaltungsbeamter.

## Leben
Geiger war ein Sohn des Schulmeisters Andreas Geiger und dessen Frau Johanna Dorothea. Er schlug die Schreiberlaufbahn ein und war unter anderem in Balingen und Böblingen beschäftigt. 1807 wurde er Kommunrechnungsrevisor beim Oberamt Nitzenhausen, dann in Ingelfingen. 1810 war er Stadt- und Amtsschreiber in Blaufelden, dann in Gerabronn. 1919 wurde er Oberamtmann des Oberamts Balingen, 1823 Oberamtmann des Oberamts Hall.